# 冨田拓也
冨田 拓也（とみた たくや、1979年4月26日 - ）は、日本の俳人。

## 来歴
大阪府生まれ、大東市在住。2000年、句作開始、2002年、第一回芝不器男俳句新人賞受賞。2004年、第一句集『青空を欺くために雨は降る』刊行。俳句は芝不器男賞応募のために作り始めた。「銀漢にひとさし指は溺れたり」「烈日の剥片として白鳥来」など、作りこんだ硬質な叙情性が特徴。結社などには所属せず、師を持たないことをポリシーとして句作を行なっている。

## 著書
- 青空を欺くために雨は降る（2004年、愛媛県文化振興財団） ※市販はされていないが、同財団のウェブサイトでPDF版が公開されている。
- 新撰21（共著、2010年、邑書林）